# Slovenska Bistrica
Slovenska Bistrica (in tedesco Windisch Feistritz; letteralmente "fiume (o ruscello) rapido sloveno") è un comune di 24 627 abitanti della Slovenia nord-orientale. Situata tra colline e vigneti, ai piedi dei monti Pohorje, è attraversata dal torrente Bistrica, che significa torrente e che le dà il nome.

## Storia
Abitata fin dall'epoca del bronzo, e divenuta poi castrum romano, riappare nei documenti del 1227 con il nome di Gradišče (Gradisch) che significa "cittadella". Divenne ben presto centro commerciale, attirando coloni tedeschi e acquistò il titolo di città nel 1313 (civitas Feistriz). Alla fine del secolo XV si dotò di un giro di mura con numerose torri, due delle quali sopravvivono. Il nucleo storico conserva il castello, il municipio barocco, belle case borghesi, la parrocchiale di San Bartolomeo del 1240 e la chiesa di San Giuseppe del 1757.

## Suddivisione
Il comune di Slovenska Bistrica è suddiviso in 110 frazioni:
- Bojtina
- Brezje pri Poljčanah
- Brezje pri Slov. Bistrici
- Bukovec
- Cezlak
- Cigonca
- Čadramska vas
- Črešnjevec
- Devina
- Dežno pri Makolah
- Dolgi Vrh
- Drumlažno
- Farovec
- Fošt
- Frajhajm
- Gabernik
- Gaj
- Gladomes
- Globoko ob Dravinji
- Hošnica
- Hrastovec pod Bočem
- Jelovec pri Makolah
- Ješovec
- Jurišna vas
- Kalše
- Kebelj
- Klopce
- Kočno ob Ložnici
- Kočno pri Polskavi
- Korplje
- Kostanjevec
- Kot na Pohorju
- Kovača vas
- Krasna
- Križeča vas
- Križni Vrh
- Laporje
- Leskovec
- Levič
- Ljubično
- Lokanja vas
- Lovnik
- Ložnica
- Lukanja
- Lušečka vas
- Makole
- Malo Tinje
- Modraže
- Modrič
- Mostečno
- Nadgrad
- Novake
- Ogljenšak
- Ošelj
- Pečke
- Planina pod Šumikom
- Podboč
- Podgrad na Pohorju
- Pokoše
- Poljčane
- Pragersko
- Preloge
- Prepuž
- Pretrež
- Razgor pri Žabljeku
- Rep
- Ritoznoj
- Savinsko
- Sele pri Polskavi
- Sevec
- Slovenska Bistrica
- Smrečno
- Spodnja Brežnica
- Spodnja Ložnica
- Spodnja Nova vas
- Spodnja Polskava
- Spodnje Poljčane
- Spodnje Prebukovje
- Stanovsko
- Stari Grad
- Stari Log
- Stopno
- Stranske Makole
- Strug
- Studenice
- Šentovec
- Šmartno na Pohorju
- Štatenberg
- Tinjska Gora
- Trnovec pri Slovenski Bistrici
- Turiška vas na Pohorju
- Urh
- Varoš
- Veliko Tinje
- Videž
- Vinarje
- Visole
- Vrhloga
- Vrhole pri Laporju
- Vrhole pri Slov. Konjicah
- Zgornja Bistrica
- Zgornja Brežnica
- Zgornja Ložnica
- Zgornja Nova vas
- Zgornja Polskava
- Zgornje Poljčane
- Zgornje Prebukovje
- Žabljek
- Nova Gora nad Slovensko Bistrico
- Radkovec